# بصائرالدرجات
کتاب بَصائِرالدَرَجات، کتابی است در زمینه معارف شیعه، نوشته صفار قمی.
کتابی است کلامی که همه مطالب آن بر پایه نقل حدیث مستقیم با سندهایی بسیار نزدیک به زمان امامان شیعه از طریق راویان گوناگون به اثبات رسیده‌است.